# Hedjohannesört
Hedjohannesört (Hypericum pulchrum) är en art i familjen johannesörtsväxter. 
Äldre benämningar är praktmansblod och skönpirk. 